# Damir Ludvig
Damir Ludvig je producent, scenarist i glazbeni direktor filma "Astralis Institucija" koji je osvojio 3 nagrade na NYIIFVF festivalima u gradovima Los Angeles i New York.
Najbolje poznat kao DJ specijaliziran za elektroničku klupsku glazbu, Damir je potpisnik ugovora s izdavačkom kućom Toolroom koju vodi britanski DJ Mark Knight. Ludvig je međunarodno najpoznatiji kao skladatelj, producent i tekstopisac projekta Ludvig & Stelar s brojnim izdanjima na etiketi Café del Mar Music. Damir Ludvig djeluje kao član projekata Dogma, Dogma 3000, Legura i Rotterfolfe, a realizirao je 4 studijska albuma suvremene plesne i lounge glazbe koji su objavljeni na Tajvanu, u Velikoj Britaniji i Njemačkoj, te četiri DJ Mix albuma.
On je jedini hrvatski disk džokej koji nastupa u elitnim svjetskim klubovima kao što su Roxy (SAD), Birxton Academy (Velika Britanija), Plussoda (Grčka), Lust (Japan), a nastupio na festivalu Ultra Europe (Hrvatska), a nastupao je u zemljama: Tajvan, Švicarska, Španjolska, Slovenija, Japan, Izrael, Italija, Grčka, Njemačka, Belgija, Austrija i mnogim drugima zemljama.

## Životopis
U drugoj polovici 1984. Damir Ludvig je naučio prve breakdance i electric boogie pokrete. Istovremeno je počeo slušati emisiju „Electro Funk Premijera“ koju je emitirao Radio 101, a vodio Slavin Balen, njegov prvi glazbeni uzor. Ludvigov demo „House Yo“ je 1998. napokon doživio svoju premijeru u zagrebačkom eteru. Bilo je to u emisiji Slavina Balena „Rap Attack“. Početkom 1990. Ludvig pod pseudonimom Wumah postaje osnivač jednog od vitalnih demonstracijskih hip-hop sastava u Hrvatskoj; Diffo - Different Organization. Diffo su održali dva prva rap koncerta na području Hrvatske. Prvi listopada svibnja 1990. u KSET-u i drugi 12. svibnja 1990. u SKUC-u. Ludvig je 1993. napisao stihove i izvodio rap koji je dva tjedna za redom bio nacionalni broj jedan, a sedam tjedana nacionalni broj dva na emisiji Hit Depo 1993. Ime projekta bilo je Fresh Style, a pjesme Wicked At Weekend, video spot je režirao Mario Delić. Prvi hrvatski rave party Under City Rave održan je 30. listopada 1993. u podnožju zagrebačkog Kaptola. Iako nenajavljen u propagandnim materijalima na partyju je nastupio i Ludvig u sklopu benda Fresh Style. Dana 6. prosinca 1993. Ludvig je u sklopu projekta Fresh Style nastupio na manifestaciji „Hit Depo 200“ pred 12000 gledatelja u Domu Sportova u Zagrebu. Nastupio je zajedno s izvođačima kao što su kao što su Soul Fingers, Gibonni, Dino Dvornik, Hard Time, Psihomodo Pop, Pips, Chips & Video Clips, E.T., Laufer, Prljavo kazalište, Nina Badrić, Daleka Obala, Jura Stublić i mnogi drugi. U zagrebačkom Domu Sportova, Ludvig je 23. studenoga 1994. nenajavljen pod pseudonimom Wumah nastupio zajedno s Public Enemyjem i Ice T-om na njihovom prvom koncertu u Hrvatskoj. Ludvig nastupa na partyju Devil's Rave u zagrebačkom Domu Sportova 11. travnja 1995. Godine 1997. zajedno s Goranom Štetićem odlazi na Tajvan i radi na prvom albumu projekta Dogma-Land of Utopia, prvom trance albumu na kineskom govornom području. Dana 30. siječnja 1998. u klubu Mungos (Kašina) Damir Ludvig zajedno s Goranom Vlajićem i Goranom Štetićem pokreće klupsku večer Astralis.

### Prva međunarodna turneja i razni nastupi
Ludvig 1999. kreće s prvom turnejom koja osim hrvatske uključuje Italiju i Švicarsku. U sklopu Astralis turneje 28. kolovoza 2000. nastupa u španjolskom klubu Colosos u Lloret de Maru. Dana 07. listopada 2000. prvi put nastupa u londonskoj dvorani Brixton Academy, a iste godine prvi put nastupa i u Japanu. 13. srpnja 2001. u zagrebačkom Bestu, Ludvig i Štetić predstavljaju album pod imenom Dogma 3000, koji ih stilski predstavlja u progressive, breaks i chill out ruhu. Dana 25. svibnja 2001. prvi put nastupa u klubu Roxy, New York.

### Legura – Strukture
Dana 1. svibnja 2002. Damir Ludvig i Goran Štetić objavljuju album pod imenom Legura – Strukture. Stilski pokazuju da se snalaze u tribal, progressive i chill out glazbi. Dana 13. srpnja 2002. Ludvig prvi nastupa na berlinskom festivalu Love Parade u povorci na kamionu Croatian Love Parade Teama.
Damir Ludvig 2003. nastupa u berlinksom klubu XS, od rujna vodi emisiju na radio Ciboni, svira u legendarnom minhenskom klubu Pulverturm.

### Café del Mar Music
Zatim 2004. počinje se stvarati lounge glazbu i zajedno s Goranom Štetićem započinje projekt Ludvig & Stelar, koji objavljuje Café del Mar Music.
- 2005.

27. kolovoza 2005. Ludvig s Astralis timom i Damirom Cuculićem stoji iza organizacije najvećeg zagrebačkog festivala Future Sound Of Zagreb. Dana 11. svibnja 2005. postaje rezident programa Versus u klubu Aquaris u Zagrebu, a vodi i istoimenu emisiju na radiju Plavi 9.
- 2006.

Srpanj / Kolovoz
Ljeto 2006. na najpopularnijoj hrvatskoj party plaži Zrće, nije zaobišlo ni Astralisove snage. Partijanje na Zrću otvorio je DJ Go Cut gostovanjem u Euphoriji 22. srpnja 2006. Nakon njega svirao je DJ Ludvig 5. kolovoza 2006. a zatim i Hrvoje Golubić 12. kolovoza 2006. Za kraj sezone cijeli je Astralis Team još jednom nastupio 14. kolovoza 2006.
Prosinac / Siječanj
Prvi službeni Astralis Doček Nove Godine nisu mogli zaustaviti ni brojni pozivi pritužbi iz neposrednog susjedstva kina Europa u centru Zagreba. Novogodišnji Astralis 31. prosinca 2006. ostaje zabilježen kao jedini party na kojem su se osim glazbenog programa istovremeno u odvojenoj dvorani mogli gledati i svjetski hit filmovi Eragon, Casino Royale i Deja Vu.
- 2007.

Ludvig pokreće Astralis CD kompilaciju na kojoj su uvrštena djela glazbenika kao što su Dogma, Dogma 3000, Legura, Go Cut, Mario Mataković, Ludvig, E-Base, Rotterwolfe i Hrvoje Golubić. Kompilacija izlazi 30.06.2007. povodom proslave 9 godina Astralisa, a svi posjetitelji s kupljenom ulaznicom CD dobivaju besplatno.
- 2008.

Slavi 10 godina projekta Astralis. U suradnji s Goranom Štetićem objavljuje album Relax pod imenom Ludvig and Stelar.
- 2009. Zajedno s redateljem Igorom Neljakom radi na snimanju filma "Astralis Institucija"
- 2010. Najbolji međunarodni glazbeni dokumentarni film u New Yorku na prestižnom festivalu 'New York Independent Film & Video'[4]
- 2011. Film "Astralis Institucija" dobio je prestižnu glavnu nagradu u Hollywoodu, Los Angeles kao strani dokumentarni film i nominacije u još 4 kategorije.[5]
- 2012. fokusira se na vlastitu glazbenu karijeru i izbacuje single Discolympic koji odmah postaje broj jedan na Hot pics američkog Satelite records i postaje broj jedan prodaje izdavačke kuće Rip N Burn.
- 2013. Početkom godine Ludvig je potpisao ugovor s vodećom britanskom izdavačkom kućom - Tool room records, za koju svoje hitove objavljuju Mark Knight, Hardwell, Armin van Buuren, Umek i ostali najpopularniji DJ-evi. Tijekom godine kao producent trostruko nagrađenog filma za kojega je premijeru napravila RTL televizija.Kao suosnivač i rezident Astralis institucije proslavio je petnaestu godišnjicu Astralisa, najdugovječnijeg zagrebačkog projekta elektronske glazbe.

Od početka 2013. godine do danas, Damir Ludvig je objavio više od trideset izdanja vlastitih glazbenih djela, a u srpnju je oborio osobni rekord s 5 vlastitih izdanja u jednom tjednu.
Ludvigova strast prema glazbi došla je do izražaja i u njegovim DJ setovima, od energičnih festivalskih nastupa na spektakularnom Ultra Music Festivalu u Splitu, do lounge nastupa za Europsku diplomaciju u Münchenu.
Kao remikser, Ludvig je odradio remikseve za Carlos Mendesa i projekt Prana, a njegova su djela remiksirali Damir Pushkar, Sandra Gold i Jozef Kugler.
- Početkom 2014. godine Ludvig je izbacio singl "You Can Own This" u izdanju izdavačke kuće Family Grooves. Singl je objavljen 6. siječnja, a osim originala, sadrži i verzije koje su odradili Carlos Mendes, Sergio Pardo i DJ Gray.

"You Can Own This" podržavaju imena kao što su legendarni DJ-i Cristian Varela i Jean Marie Kone, a pušta se i u setovima DJ-a kao što je Thorsten Hammer u emisiji Subdivisions Global Radio Show, te Stanny Abram u emisiji Abracadabra Sessions. Singl je predstavila i kalifornijska emisija Night Owls, a remiks koji su odradili Sergio Pardo i DJ Gray dobro kotira na društvenoj mreži Soundcloud.

## Diskografija
Dogma
- Dogma-Land Of Utopia (Cd, Album) Blue Moon Productions 1997
- Dogma 3000- Hey Mr. Juice (12″) Return To The Source 2000
- Dogma 3000(Cd) Return To The Source 2001
- Dogma 3000- Israely Flip’t On Henfiled (12″) U.S.T.A 2001
- Dogma 3000- Pressure / Superman (12″) Hadshot Haheizar 2001
- Dogma 3000- Second Universe (12″) Hadshot Haheizar 2003

Legura
- Legura- Ritual ep (12″) Hadshot Haheizar 2002
- Legura- Strukture (Cd) Hadshot Haheizar 2002 at
- Legura- Strukture (2xlp) Hadshot Haheizar 2002 at

Ludvig & Stelar
- Ludvig & Stelar- Relax album (Cd) Hadshot Haheizar 2008
- Ludvig & Stelar- Ludvig & Stelar album (Mp3) Hadshot Haheizar 2008
- Na kompliacijama "Cafe Del Mar":
  - 25th Anniversary of Café del Mar (Cd) Reflecion Café del Mar Music 2005
  - Best Of 2008 – Chill-Out Edition (Mp3) Whispers Audio Lotion Recordings 2008
  - Café del Mar – Dreams 4 (Cd) Sunset Café del Mar Music 2006
  - Café del Mar vol. 11 (Cd) Signal Café del Mar Music 2004
  - Café del Mar vol. 15 (Cd) Relax Café del Mar Music 2008
  - Café del Mar vol. 16 (Cd) How Does IT Feel Café del Mar Music 2009
- Café Paradiso vol.6 (Cd) If You Believe Eros Music 2006
- Chill In Paradise Solaris Audio Lotion Recordings 2009)
- Ecosystem Paradis FAB 2006
- Haute Couture – French Lounge …(Mp3) C’est L’Amour Audio Lotion Recordings 2009
- Latin Lounge Beats Volume 1 (Mp3) Plaza Le Bien Et Le Mail Recordings 2009
- Lougin’ in the House (Cd) Signal (Light Club Mix) Eros Music 2004
- Luxury Lounge Cafe vol. 2 (Mp3) If You Believe Audio Lotion Recordings 2008
- Maison de la culture (Cd) Whispers Kutmusic 2005
- Papaya Day & Night vol.1 If You Believe (rmx) Urbani Zvuk 2005
- Papaya Day & Night vol.2 Solaris (rmx) Urbani Zvuk 2006
- Papaya Day & Night vol.3 C’est L’Amour (rmx) Urbani Zvuk 2007
- Smooth Winter Session One Wax’N'Soul Records 2009
- Sunset Beach Ibiza vol.1 (Mp3) Paradis Wax’N'Soul Records 2008
- Sunset del Mar vol.2 (Mp3) Paradis Ragimusic 2009
- Time To Relax Volume 2 (Mp3) Solaris Le Bien Et Le Mail Recordings 2009
- Timeless Chill – Chill Out Music For …(Mp3) Whispers Audio Lotion Recordings 2009
- When Lounge Meets Jazz (Mp3) Plaza Audio Lotion Recordings 2008
- Diamonds & Pearls Lounge Vol.3 Lost In My Dreams Tyranno Records 2009

Damir Ludvig
- Jackpot (digital) Plattenbank Records 2009
- Jackpot (M. Monza & J. Disco remix, digital) Plattenbank Records 2009
- Fankifa (digital) Plattenbank Records 2009
- Una Plattenbank Records 2010
- Una (Radio Edit) Plattenbank Records 2011
- Terra Plattenbank Records 2010
- Terra (Shamique Remix) Plattenbank Records 2010
- Terra (Radio Edit) Plattenbank Records 2010
- Incognita Plattenbank Records 2011
- Incognita (Guy Mantzur Remix) Plattenbank Records 2010
- Things feat. Ivana Masic (Damir Pushkar Remix) 	Damir Ludvig		House Of House	 Techno 	 2014-01-23
- You Can Own This (Original Mix)			Damir Ludvig 		Family Grooves		Tech House 	2014-01-06
- You Can Own This (Carlos Mendes Remix)		 Damir Ludvig 		Family Grooves		Tech House 	2014-01-06
- You Can Own This (Sergio Pardo & DJ Gray Remix)	Damir Ludvig 		Family Grooves		Tech House 	2014-01-06
- Saturnalia (Original Mix)				Damir Ludvig 		Disko Massaka		Tech House 	2013-12-23
- Things feat. Ivana Masic (Jozef Kugler Remix)		Damir Ludvig		SoSexy			House 		2013-12-23
- Combo (Original Mix)					Damir Ludvig 		Music Is The Answer	House 		2013-12-16
- Geomantik (Damir Ludvig Remix)			    Prana			Wakyo Records		Psy-Trance 	2013-12-11
- Clear Your Mind (Instrumental Mix)			Damir Ludvig 		Hadshot Haheizar	Tech House 	2013-11-25
- Clear Your Mind (Vocal Edit)				Damir Ludvig 		Hadshot Haheizar	Tech House 	2013-11-25
- Things feat. Ivana Masic (Damir Pushkar Remix)		Damir Ludvig		Music Is The Answer	Techno 		2013-11-14
- Things feat. Ivana Masic (Damir Pushkar Remix)		Damir Ludvig		House Of House	        Techno 		2013-10-25
- Back 2 (Original Mix)					Damir Ludvig 		SoSexy			House 		2013-10-22
- Combo (Original Mix)					Damir Ludvig 		Music Is The Answer	House 		2013-10-14
- Things feat. Ivana Masic (Original Vocal Mix)		Damir Ludvig		Music Is The Answer	House 		2013-10-14
- Angel Dust (Damir Ludvig Instrumental Re-Edit)		Angel & Dust 		Hadshot Haheizar	Techno	 	2013-10-14
- Combo (Original Mix)					Damir Ludvig 		House Of House	House 		        2013-10-10
- Back 2 (Original Mix)					Damir Ludvig 		House Of House	House 		        2013-10-10
- Things feat. Ivana Masic (Original Vocal Mix)		Damir Ludvig		House Of House	House 		        2013-10-10
- Things feat. Ivana Masic (Damir Pushkar Remix)		Damir Ludvig		House Of House	Techno 		        2013-10-07
- Things feat. Ivana Masic (Jozef Kugler Remix)		Damir Ludvig 		Estrela Azul		House 		2013-10-01
- Things feat. Ivana Masic (Damir Pushkar Remix)		Damir Ludvig 		Music Is The Answer	Techno 		2013-09-30
- Things feat. Ivana Masic (Damir Pushkar Remix)		Damir Ludvig 		SoSexy			Techno 		2013-09-23
- Things feat. Ivana Masic (Damir Pushkar Remix)		Damir Ludvig 		SoSexy			Techno 		2013-09-23
- Things feat. Ivana Masic (Jozef Kugler Remix)		Damir Ludvig 		House Of House	House 		        2013-08-29
- Combo (Original Mix)					Damir Ludvig 		House Of House	House 		        2013-08-12
- Dreams Part II (Damir Ludvig Remix)			Carlos Mendes 		Disko Massaka		Tech House 	2013-08-09
- Una (Radio Edit)					Damir Ludvig 		Doppelgaenger		Progressive 	2013-08-09
- Things feat. Ivana Masic (Jozef Kugler Remix)		Damir Ludvig		House Of House	House 		        2013-08-08
- Things feat. Ivana Masic (Jozef Kugler Remix)		Damir Ludvig		House Of House	House 		        2013-08-01
- Things feat. Ivana Masic (Jozef Kugler Remix)		Damir Ludvig		House Of House	House 		        2013-07-24
- Things feat. Ivana Masic (Jozef Kugler Remix)		Damir Ludvig 		SoSexy			House 		2013-07-15
- Things feat. Ivana Masic(Original Mix)			Damir Ludvig 		Music Is The Answer	House 		2013-07-08
- Things feat. Ivana Masic (Damir Pushkar Remix)	 	Damir Ludvig		SoSexy			Techno 		2013-07-05
- Things feat. Ivana Masic (Instrumental Mix)		Damir Ludvig		Music Is The Answer	House 		2013-07-04
- Combo (Original Mix)					Damir Ludvig 		Music Is The Answer	House 		2013-07-04
- Welcome (Original Mix)					Damir Ludvig 		Complex Textures	Pop / Rock 	2013-07-03
- Combo (Original Mix)					Damir Ludvig 		House Of House	House 		        2013-07-01
- Wila (Original Mix)					Damir Ludvig 		Hadshot Haheizar	Techno 		2013-06-24
- Lemon Twist (Original Mix)				Damir Ludvig 		Hadshot Haheizar	Techno 		2013-06-24
- Things feat. Ivana Masic (Damir Pushkar Remix)		Damir Ludvig		Music Is The Answer	Techno	 	2013-06-24
- Teu Coracao (Damir Ludvig Rmx)			        Damir Ludvig 		Disko Massaka		Tech House 	2013-06-22
- Things (Original Mix)					Damir Ludvig		Essential Dance		Deep House 	2013-06-17
- Things feat. Ivana Masic (Jozef Kugler Remix)		Damir Ludvig 		House Of House	House 		        2013-05-27
- Things feat. Ivana Masic (Damir Pushkar Remix)		Damir Ludvig		Music Is The Answer	Techno 		2013-05-23
- Bouncer (Original Club Mix)				Damir Ludvig 		Toolroom Records	Tech House 	2013-05-22
- Things feat. Ivana Masic (Original Vocal Mix)		Damir Ludvig		House Of House	House 		        2013-05-20
- Back 2 (Original Mix)					Damir Ludvig 		WOK Records		House 		2013-05-06
- Combo (Original Mix)					Damir Ludvig 		WOK Records		House 		2013-05-06
- Things feat. Ivana Masic (Jozef Kugler Remix)		Damir Ludvig		Music Is The Answer	House 		2013-05-02
- Things feat. Ivana Masic (Jozef Kugler Remix)		Damir Ludvig		SoSexy			House 		2013-04-15
- Dadaist (Original Mix)					Damir Ludvig 		Hadshot Haheizar	Tech House 	2013-04-15
- Dadaist (Sandra Gold Remix)				Damir Ludvig 		Hadshot Haheizar	Tech House 	2013-04-15
- Things feat. Ivana Masic (Original Vocal Mix)		Damir Ludvig		WOK Records		House 		2013-03-25
- Things feat. Ivana Masic (Damir Pushkar Remix)		Damir Ludvig		WOK Records		Techno 		2013-03-25
- Things feat. Ivana Masic (Jozef Kugler Remix)		Damir Ludvig		WOK Records		House 		2013-03-25
- Things feat. Ivana Masic (Instrumental Mix)		Damir Ludvig		WOK Records		House 		2013-03-25
- Discolympic (Club Re - Edit)				Damir Ludvig 		Le Bien Et Le Mal 	Electro House 	2012-12-14
- Welcome (Original Mix)					Damir Ludvig 		Hadshot Haheizar	Pop / Rock 	2012-12-10
- Cosmopolitan (Original Mix)				Damir Ludvig 		Hadshot Haheizar	Tech House 	2012-12-10
- Discolympic (Club Re - Edit)				Damir Ludvig 		Hadshot Haheizar	Electro House 	2012-12-10
- Sophisticated (Damir Ludvig Re- Edit)			Joseph Disco 		Hadshot Haheizar	Progressive	2012-12-10
- Serotonikuss (Damir Ludvig Re-Edit) 			Evil Hinko 		Hadshot Haheizar	Techno 		2012-12-10
- Broke (Damir Ludvig Re-Edit)				E.X.P 			Hadshot Haheizar	Techno 		2012-12-10
- Dont Rush Me (Damir Ludvig Re- Edit)			Cohen, Levi, Mouyal 	Hadshot Haheizar	Techno 		2012-12-10
- Got That Feelin (Damir Ludvig Re- Edit)		Cohen, Levi 		Hadshot Haheizar	Techno 		2012-12-10
- Garnish (Original Mix)					Damir Ludvig 		Hadshot Haheizar	Techno 		2012-12-10
- Gratitude (Original Mix)				Damir Ludvig 		Hadshot Haheizar	Pop / Rock 	2012-12-10
- REM (Continuous DJ Mix - Continuous DJ Mix)		Damir Ludvig 		Hadshot Haheizar	Tech House 	2012-12-10
- Incognita (Original Mix)				Damir Ludvig 		Budenzauber		Tech House 	2012-05-09
- Discolympic (Original Mix)				Damir Ludvig 		Rip N Burn		Nu Disco 	2012-05-09
- Ost 21 (Original Mix)					Damir Ludvig 		Rip N Burn		House 		2012-05-09
- Una (Original Mix)					Damir Ludvig 		Le Mans Recordings	Tech House 	2011-11-23
- Terra (Shamique Remix)				        Damir Ludvig 		Plattenbank		Deep House 	2011-08-04
- Incogonita (Guy Mantzur First Rain Mix)		Damir Ludvig 		Plattenbank		Techno	 	2011-08-04
- Incognita (Original Mix)				Damir Ludvig 		Plattenbank		Techno	 	2010-10-22
- Incognita (Guy Mantzur First Rain Mix)			Damir Ludvig 	 	Plattenbank		Techno	 	2010-10-22
- Terra (Original Mix)					Damir Ludvig 		Plattenbank		Deep House 	2010-10-22
- Terra (Shamique Remix)				        Damir Ludvig 		Plattenbank		Deep House 	2010-10-22
- Una (Original Mix)					Damir Ludvig 		Plattenbank		Progressive 	2010-10-22
- Una (Radio Edit)					Damir Ludvig 		Plattenbank		Progressive  	2010-10-22
- Terra (Radio Edit)					Damir Ludvig 		Plattenbank		Deep House 	2010-10-22
- Jackpot (Micky Monzza & Joseph Disco Remix)		Damir Ludvig 		Schlachthof		Progressive 	2009-11-10
- Jackpot (Micky Monzza & Joseph Disco Remix)		Damir Ludvig 		Budenzauber		Progressive 	2009-11-09
- Fankifa (Original Mix)					Damir Ludvig 		Le Mans Recordings	Electro House 	2009-09-15
- Jackpot (Micky Monzza & Joseph Disco Remix)		Damir Ludvig 		Plattenbank		Progressive 	2009-05-28
- Fankifa (Original Mix)					Damir Ludvig 		Plattenbank		Progressive 	2009-05-28
- Jackpot (Original Mix)					Damir Ludvig 		Plattenbank		Progressive 	2009-05-28

### Albumi
kompilacije:
- Explorations – Electric Safari Mix (Cd) Hey Mr. Juice Return To The Source 2000
- Explorations 2 – The Travel Bug (Cd) Bodyrock (UK Club Mix) Return To The Source 2001
- Goa Trance Spirits (2xCd, Dig) Dogs By Bus ZYX Music 2001
- Natraj Summer Dance (Cd, Comp, Dig) Superman Natraj Temple 2001
- Da Box Vol. 1 (6xCd + Box, Ltd) Vulkanizer Hadshot Haheizar 2002
- Emergency Exit (2xLp) Vulkanizer Hadshot Haheizar 2002
- Emergency Exit (Cd, Dig) Vulkanizer Hadshot Haheizar 2002
- Israeli Pitch Process (Cd, Comp) E2 Dance N Dust 2002
- Artificial Material (Cd, Comp) Does It Really Matter … Electronic Corporation 2003
- Classic / Remix (2xCd, Comp) Hadshot Megamix Hadshot Haheizar 2003
- Goa Sound System Vol. 2 (2xCd) Drums In The Deep Yellow Sunshine Expl… 2003
- Hipnocratia EP (12″, Ep) Nova Tema Hadshot Haheizar 2003
- I Won’t Dance (Cd, Comp) Victim Eros Music 2003
- Prograssive (Cd, Comp) Other Side Dance N Dust 2003
- Extravaganza (Cd, Comp, Mixed) Spiderman Extravaganza Records 2002

## Vanjske poveznice
- Resident Advisor[neaktivna poveznica] Glazbeni časopis dance i elektronske glazbe, stranica o Damiru Ludvigu
- http://www.dogma3000.com/index.html
- http://www.ultraeurope.com
- http://www. .com/artist/79905-Dogma-3000
- Astralis – Institucija